# Svarttjärnen (Västra Skedvi socken, Västmanland)
Svarttjärnen är en sjö i Köpings kommun i Västmanland och ingår i Norrströms huvudavrinningsområde. Sjön är 3 meter djup, har en yta på 0,104 kvadratkilometer och befinner sig 82 meter över havet.

## Delavrinningsområde
Svarttjärnen ingår i det delavrinningsområde (661049-148881) som SMHI kallar för Inloppet i Oppäsen. Medelhöjden är 83 meter över havet och ytan är 8,61 kvadratkilometer. Räknas de 2 avrinningsområdena uppströms in blir den ackumulerade arean 80,09 kvadratkilometer. Ässingån (Finnåkersån) som avvattnar avrinningsområdet har biflödesordning 3, vilket innebär att vattnet flödar genom totalt 3 vattendrag innan det når havet efter 193 kilometer. Avrinningsområdet består mestadels av skog (79 procent). Avrinningsområdet har 0,18 kvadratkilometer vattenytor vilket ger det en sjöprocent på 2,1 procent.